# Sauromalus ater
Sauromalus ater és una espècie de sauròpsid (rèptil) escatós de la família dels iguànids que viu a les zones àrides del sud-oest d'Amèrica del Nord.